# Elateropsis lineatus
Elateropsis lineatus là một loài bọ cánh cứng trong họ Cerambycidae.